# Andrij Portnow (Historiker)

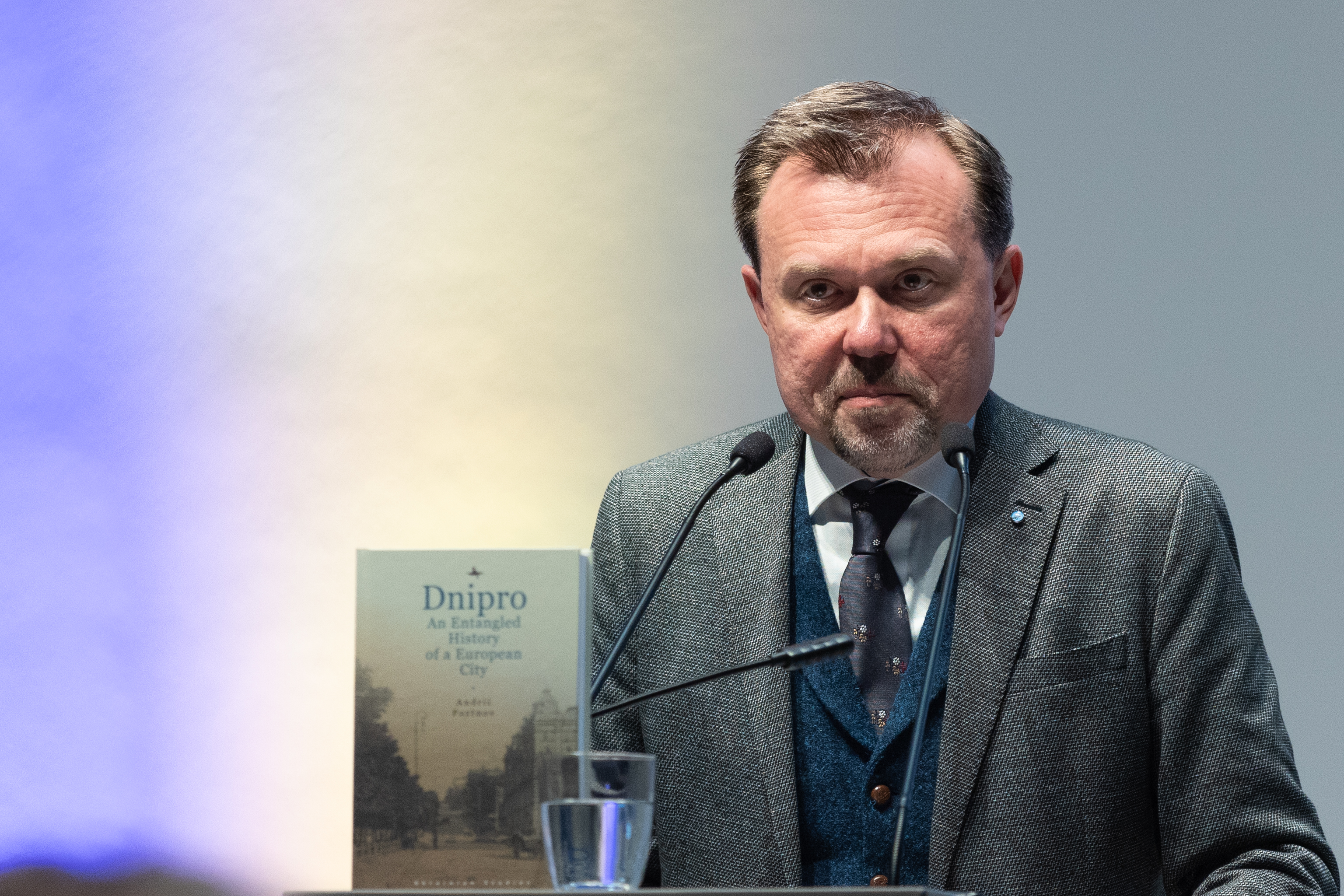
Andrij Portnow 2024

Andrij Wolodymyrowytsch Portnow (ukrainisch Андрій Володимирович Портнов; wiss. Transliteration Andrij Volodymyrovyč Portnov; * 17. Mai 1979 in Dnipropetrowsk, Ukrainische SSR) ist ein ukrainischer Historiker und Publizist. Professor für Entangled History of Ukraine an der Europa-Universität Viadrina (Frankfurt (Oder)), Direktor des PRISMA UKRAЇNA Research Network Eastern Europe in Berlin. Für seine Veröffentlichungen jenseits des Kyrillischen verwendet er die Namensschreibung der Transliteration ohne Patronym Andrij/Andrii Portnov.

## Biographie
1979 in Dnipropetrowsk geboren, studierte Andrij Portnow nach Abschluss der örtlichen Schule Nr. 9 mit dem Schwerpunkt englischer Sprache von 1996 bis 2001 an der Nationalen Oles-Hontschar-Universität Dnipropetrowsk Geschichte. Nach Studienabschluss "mit Auszeichnung" ergänzte er seine Studien mit einem weiteren Magisterabschluss, den er an der Universität am Lehrstuhl für Osteuropäische Geschichte (Studium Europy Wschodniej) der Universität Warschau 2003 ebenfalls mit Auszeichnung erwarb. Die Arbeiten galten dem zuletzt in Dnipropetrowsk lehrenden Historiker Wolodymyr Parchomenko (1880–1942; 2003 publiziert) beziehungsweise den polnischen Balkan-Reisenden im 19. Jahrhundert.
Anschließend arbeitete Portnow zwei Jahre als Senior Research Fellow am Iwan-Krypjakewytsch-Institut für Ukrainistik an der Universität Lemberg und promovierte im folgenden Jahr unter der Leitung von Professor Issajewytsch mit der Dissertation „Die wissenschaftliche und lehrende Tätigkeit der ukrainischen Emigration im Zwischenkriegs-Polen“.

In den Jahren 2004 bis 2006 war er Gastwissenschaftler an der Universität Trier. 2006 wurde er stellvertretender Direktor des Instituts für Europäische Studien an der Nationalen Akademie der Wissenschaften der Ukraine und Leiter einer Expertengruppe der „International Renaissance Foundation“. Gleichzeitig übernahm er die Aufgabe des verantwortlichen Redakteurs der internationalen historisch-geisteswissenschaftlichen Zeitschrift „Ukraina moderna“, die er nach 2010 wieder abgab. Weitere kürzere Forschungsprojekte und -aufenthalte im Ausland folgten: 2007 war er Gastwissenschaftler in Amsterdam am NIOD Instituut voor Oorlogs-, Holocaust- en Genocidestudies, 2007 bis 2008 Direktor des Instituts für Europäische Studien der Nationalen Akademie der Wissenschaften in Kiew, 2008 Senior Research Fellow am ukrainischen staatlichen Think Tank „Institut für Strategische Studien“ in Kiew. 2010 folgte ein Forschungsaufenthalt am „Centre d’études des mondes russe, caucasien et centre-européen“ (CERCEC) in Paris, worauf sich erneut die Position eines Senior research fellow am Iwan Krypjakewytsch-Institut in Lwiw anschloss, die er bis 2012 innehielt.

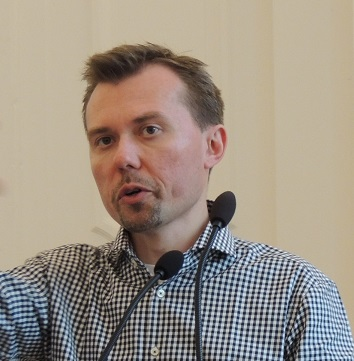
Andrij Portnow, 2015

Von 2012 bis 2014 war er Stipendiat am Wissenschaftskolleg zu Berlin. In den Jahren 2012 bis 2016 lehrte er als Gastdozent an der Berliner Humboldt-Universität am Lehrstuhl für Slawistik. Im Februar 2015 wurde er Alexander von Humboldt-Fellow am „Zentrum für Zeithistorische Forschung“ (ZZF) in Potsdam und im Herbst als long-term Fellow des „Forums Transregionale Studien“ Direktor der „Berlin-Brandenburg Ukraine Initiative“ (BBUI), wo er im Oktober 2016 das internationale Forschungsnetzwerk „PRISMA UKRAÏNA—Research Network Eastern Europe“ ins Leben rief. In den Jahren 2017 und 2019 war er Kurzzeit-Fellow am Institut für die Wissenschaften vom Menschen (IWM) in Wien. In den Jahren 2012 bis 2020 unterrichtete Portnow Kurse über ukrainische und osteuropäische Geschichte und Kulturen an der Freien Universität Berlin, der Freien Universität Brüssel, der Universität Basel, SciencesPo Lyon.
Im Mai 2018 wurde Portnow zum Professor für Entangled History of Ukraine an der Europa-Universität Viadrina (Frankfurt/Oder) ernannt.
Im Jahr 2019 wurde er als Gastprofessor an die Universität Potsdam eingeladen.
Portnow ist Mitglied des ukrainischen PEN-Clubs und der Deutschen Gesellschaft für Osteuropakunde (DGO).

## Wissenschaftliches Werk
Andrij Portnow hat sechs Bücher, über 200 Artikel, Buchkapitel und Rezensionen veröffentlicht. Als Schwerpunkte der wissenschaftlichen Arbeit Portnows haben sich drei Arbeitsfelder herausgeschält: 1. Die wissenschaftsgeschichtlich-komparatistische Beschäftigung mit der ukrainischen Historiographie der letzten einhundert Jahre; 2. Die Geschichte und Erinnerungs- (sowie Vergessens-)praxis seiner Heimatstadt von Jekaterynoslaw über Dnipropetrowsk bis hin zum jetzigen Dnipro; 3. Die aktuelle gesellschaftlich-politische Situation der Ukraine in den Zeiten des schwierigen Übergangs und die postsowjetische russische Konzeption der „Russischen Welt“.
Seine geschichtsmethodologisch und metahistorisch interessierten Forschungen entfaltet der engagierte und streitbare Portnow seinen Lesern vor allem in Form von zahlreichen Essays, die zum Teil auch an einen weiteren Leserkreis gerichtet sind. Die inzwischen über einhundert Aufsätze erschienen auf Russisch, Ukrainisch, Weißrussisch, Polnisch, Deutsch, Ungarisch, Französisch, Englisch und Tschechisch. In der Ukraine hat Portnow seine Arbeiten in zum Teil ausgezeichneten Aufsatzbänden zusammengefasst, im deutschsprachigen Raum liegen sie bislang nur verstreut in verschiedenen Sammelbänden und Zeitschriften, insbesondere der Zeitschrift „Osteuropa“, vor. Erwartet wird eine größere Darstellung zu Jekaterinoslaw-Dnipropetrowsk-Dnipro.
Seine wissenschaftlichen Texte wurden auf Ukrainisch, Russisch, Polnisch, Englisch, Deutsch, Französisch, Japanisch, Tschechisch, Bulgarisch, Ungarisch und Belarusisch veröffentlicht.
Portnow veröffentlichte auch einige populäre historische Artikel in Frankfurter Allgemeine Zeitung, Neue Zürcher Zeitung, taz, auf der Online-Plattform Ukraine Verstehen.

## Auszeichnungen
- 2008 Jerzy-Giedroyc-Preis
- 2013 Jurij-Schewelow-Preis (1. Preisträger des neugestifteten Preises gemeinsam mit Taras Prochasko)
- 2022 Dialog-Preis der Deutsch-Polnischen Gesellschaft

## Veröffentlichungen (Auswahl)

### Selbständige Veröffentlichungen
- Wolodymyr Parchomenko: Doslidnyk nann`oї Rusi. Lviv, 2003. (Wolodymyr Parchomenko: Historiker der alten Rus).

- Nauka u vyhnanni: Naukova i osvitnia diial`nist` ukraїns`koї emihratsiї v mizhvoiennij Pol`shchi (1919–1939). Kharkiv, 2008. (Wissenschaft im Exil: Die wissenschaftliche und lehrende Tätigkeit der ukrainischen Emigration im Zwischenkriegs-Polen (1919–1939)).

- Mizh "TSentral`noiu IEvropoiu" ta "Russkim mirom": Suchasna Ukraїna u prostori mizhnarodnykh intelektual`nykh dyskusij. Kyiv, 2009. (Zwischen Zentraleuropa und der „Russischen Welt“: Die gegenwärtige Ukraine in internationalen Debatten).

- Uprazhneniia s istoriej po-ukrainski. Moskva, 2010. (Ukrainische Übungen mit Geschichte).

- Istoriї istorykiv. Oblychchia j obrazy ukraїns`koї istoriohrafiї XX stolittia. Kyiv, 2011. (Geschichten von Historikern. Gesichter und Bilder der ukrainischen Geschichtsschreibung des 20. Jahrhunderts).

- Istoriї dlia domashn`oho vzhytku. Eseї pro pol`s`ko-rosijs`ko-ukraїns`kyj trykutnyk pam"iati. Kyiv, 2013. (Geschichten für den Hausgebrauch. Essays zum polnisch-russisch-ukrainischen Erinnerungs-Dreieck).

- Dnipro. An Entangled History of a European City. Boston, 2022.[6]

- Ukraine-Studien: Einführung. Baden-Baden, Hildesheim, Zürich 2025.

### Aufsätze
- Pluralität der Erinnerung – Denkmäler und Geschichtspolitik in der Ukraine, in: Osteuropa 58,6 (2008) 197–210.

- (gemeinsam mit Tetiana Portnova) Der Preis des Sieges. Der Krieg und die Konkurrenz der Veteranen in der Ukraine, in: Osteuropa 60,5 (2010) 27–41.

- (gemeinsam mit Tetiana Portnova) Die “jüdische Hauptstadt der Ukraine”. Erinnerung und Gegenwart in Dnipropetrovs`k, in: Osteuropa 62,10 (2012) 25–40.

- “Unsere Leute” Identifizieren. Die ‘ukrainischen Territorien’, 1772–1831, in: von Hans-Jürgen Bömelburg, Andreas Gestrich, Helga Schnabel-Schüle (Hrsg.), Die Teilungen Polen-Litauens. Inklusions- und Exklusionsmechanismen – Traditionsbildung – Vergleichsebenen. Osnabrück, Fibre, 2013, 201–243.

- Die ukrainische postsowjetische Historiographie im internationalen und nationalen Kontext: Kommentar zum Beitrag von Irina Savel’eva, in: Jahrbücher für Geschichte Osteuropas 61 (2013) 379–385.

- The Ukrainian ‚Eurorevolution‘. Dynamics and Meaning, in: Viktor Stepanenko, Yaroslav Bylynskyi (Hrsg.), Ukraine after Euromaidan: Challenges and Hopes. Bern, Peter Lang, 2014, 59–72.

- Krieg und Frieden. Die „Euro-Revolution“ in der Ukraine, in: Osteuropa, 64,1 (2014) 7–24.

- Ukraine ohne Donbass? Der galizische Reduktionismus und seine Wurzeln, in: Katharina Raabe (Hrsg.), Gefährdete Nachbarschaften – Ukraine, Russland, Europäische Union. Göttingen: Wallstein, 2015 (Valerio; 17), 68–79.

- Ausschluss aus dem eigenen Land. Der „Donbass“ im Blick ukrainischer Intellektueller, in: Osteuropa 66, 6–7 (2016) 171–184.

- The Holocaust in the Public Discourse of post-Soviet Ukraine, in: War and Memory in Russia, Ukraine and Belarus, ed. by Julie Fedor, Markku Kangaspuro, Jussi Lassila, Tatiana Zhurzhenko. Basingstoke: Palgrave Macmillan Memory Studies, 2017. Pp. 347–370.

- Neither Admiration, Nor Fear: Stereotypes About Ukraine in Germany, in: Ukraine in Histories and Stories. Essays by Ukrainian Intellectuals, Ed. by Volodymyr Yermolenko. Kyiv: Internews Ukraine, Ukraine World, 2019. Pp. 275–287.

- Der Holodomor als Genozid. Historiographische und juristische Diskussionen, Osteuropa, 2020, Heft 1–2, S. 31–50.

- Poland and Ukraine. Entangled Histories, Asymmetric Memories [Essays of the Forum Transregionale Studien 7/2020]. Berlin, 2020. 83 pp.[7] (der Aufsatz wurde in die Liste der 100 Bücher, die helfen, die Ukraine zu verstehen aufgenommen[8])

## Herausgebertätigkeit
- Ukraina Moderna, 2006–2010 (Zeitschrift)
- historians.in.ua, 2012–2017 (Internet-Netzwerk)